# 자이데코

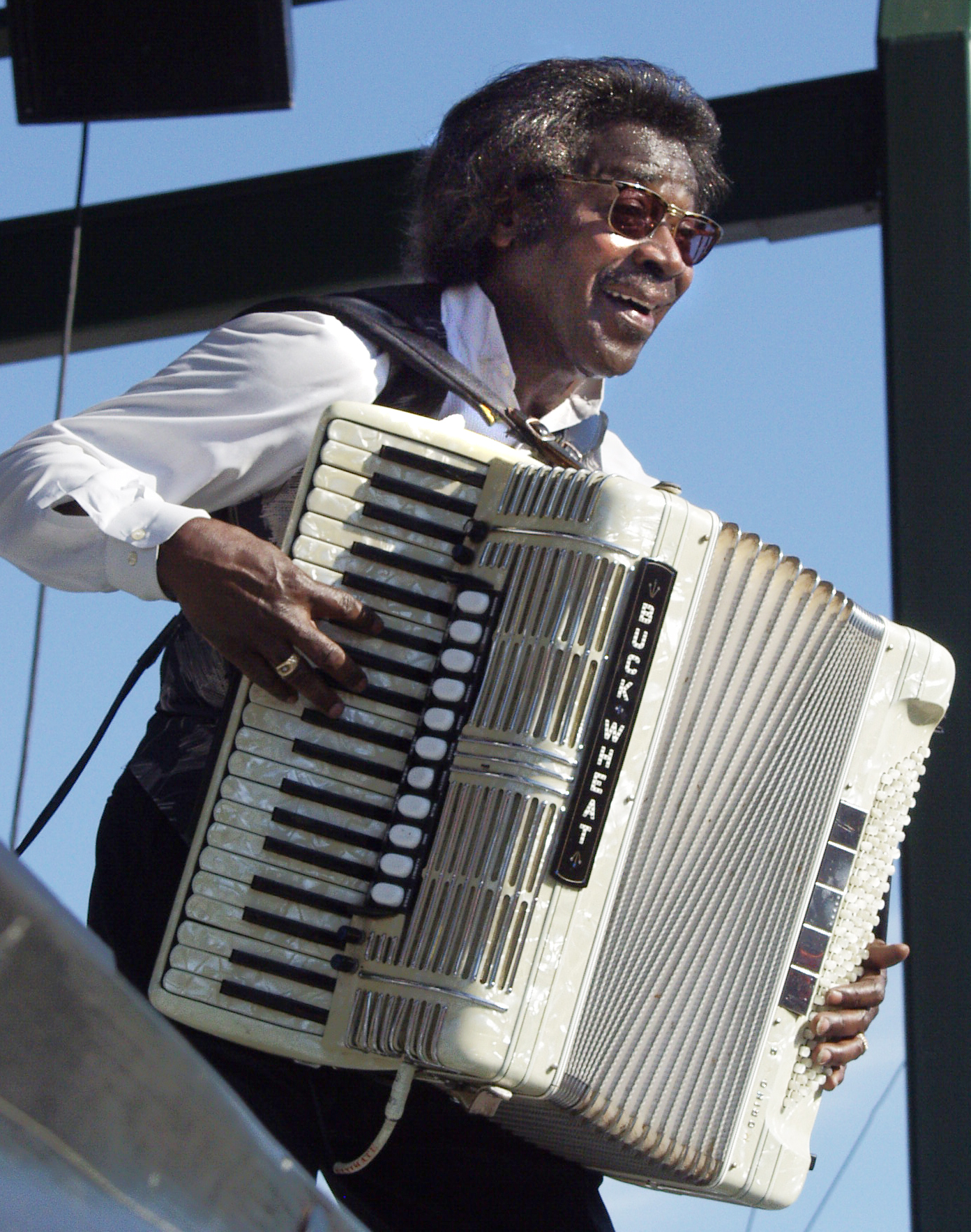
벅위트 자이데코 (2006)

자이데코(영어: zydeco)는 미국 루이지애나주 남서부의 음악이다. 크리올계의 흑인이 케이준 음악에 R&B적인 요소를 포함시키는 것에 의해 태어났다. 아코디언이 주된 악기로 사용된다.

## 주요 아티스트
- 아메데 알도원
- 크리스 알도원
- 클리프턴 셰니어
- 벅위트 자이데코
- 로지 레젯트
- 지노 데라포스
- 브즈 체이비스
- 보 적